# Mangano
Mangano is een plaats (frazione) in de Italiaanse gemeente Acireale.